# Kintai-Brücke
Die Kintai-Brücke (jap. 錦帯橋, Kintai-kyō, dt. „Brokatschärpen-Brücke“) ist die 1673 fertiggestellte Überquerung über den Fluss Nishiki von Richtung der Altstadt Yokoyama kommend zur Stadt Iwakuni. Die knapp 200 m lange Brücke gilt als eine der schönsten Holzbogenbrücken Japans und ist eine der drei Nihon Sanmeikyō (日本三名橋, dt. „Die drei schönsten Brücken Japans“). 1993 wurde sie zum Nationalschatz Japans erhoben.

## Geschichte
Die Familie Kikkawa ließ sich am Fluss Nishiki vor allem aus militärischen Überlegungen nieder. Auf der Bergkette Shiroyama wurde zwischen dem Berg Anegayama und dem Berg Yokoyama die Burg Iwakuni errichtet, auch „Burg Yokoyama“ genannt – und am unteren Berghang bis zum Flussufer eine eigene Familienresidenz entwickelt, sowie rangniedere Samurai um den Kikkawa-Familienschrein Kikkō angesiedelt. 

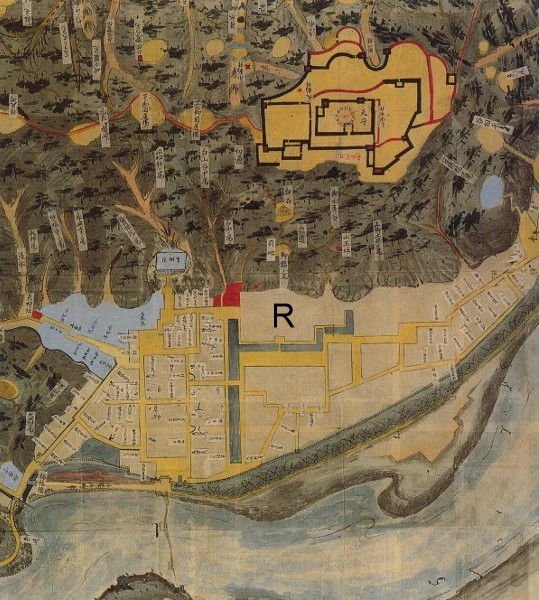
Karte der Burg auf dem Berg und der Samurai-Siedlung am Fuße des Berges

 Burg, Residenz (R) und Samurai-Viertel sind auf einer überlieferten Karte von um 1650 gut erkennbar, ebenso das breite Flussbett im Süden mit einer der zahlreichen Vorgängerbrücken, die bei Hochwasser immer wieder weggerissen wurden. Das Lehen (han) Iwakuni wuchs schnell und bald fehlte Platz in der Vasallenresidenz unterhalb des Berges, neue Häuser mussten auf der gegenüberliegenden Flussseite gebaut werden. Die Versammlungen auf der Residenz-Seite waren dann aber nur schwer für alle Vasallen zu erreichen, deshalb wurde 1673 vom damaligen Fürsten Kikkawa Hiroyoshi entschieden, eine neue, auch bei Hochwasser passierbare Bogenbrücke zu bauen.

Inspiriert wurde er dabei vom chinesischen Mönch Dokuryū Shōeki (独立性易), von dem er erfuhr, dass es in Hangzhou eine sogenannte Brokatschärpen-Brücke gibt, die mit sechs Steinfundamenten im Wasser und darüber Brückenbögen in Holzbauweise errichtet worden war. Die nach diesem Vorbild so in Iwakuni gebaute Brücke musste allerdings in ihrer Konstruktion nochmals überarbeitet werden, da gleich im ersten Jahr nach der Errichtung  Teile der Brücke durch das Hochwasser 1674 zerstört wurden. Die verbesserte Brücke stellte sich als durchaus ausgereift und standhaft heraus. Sie hielt 276 Jahre, bis sie durch den Taifun Kezia (japanisch: Kiji(y)a) im September 1950 in die Fluten des Flusses gerissen wurde:

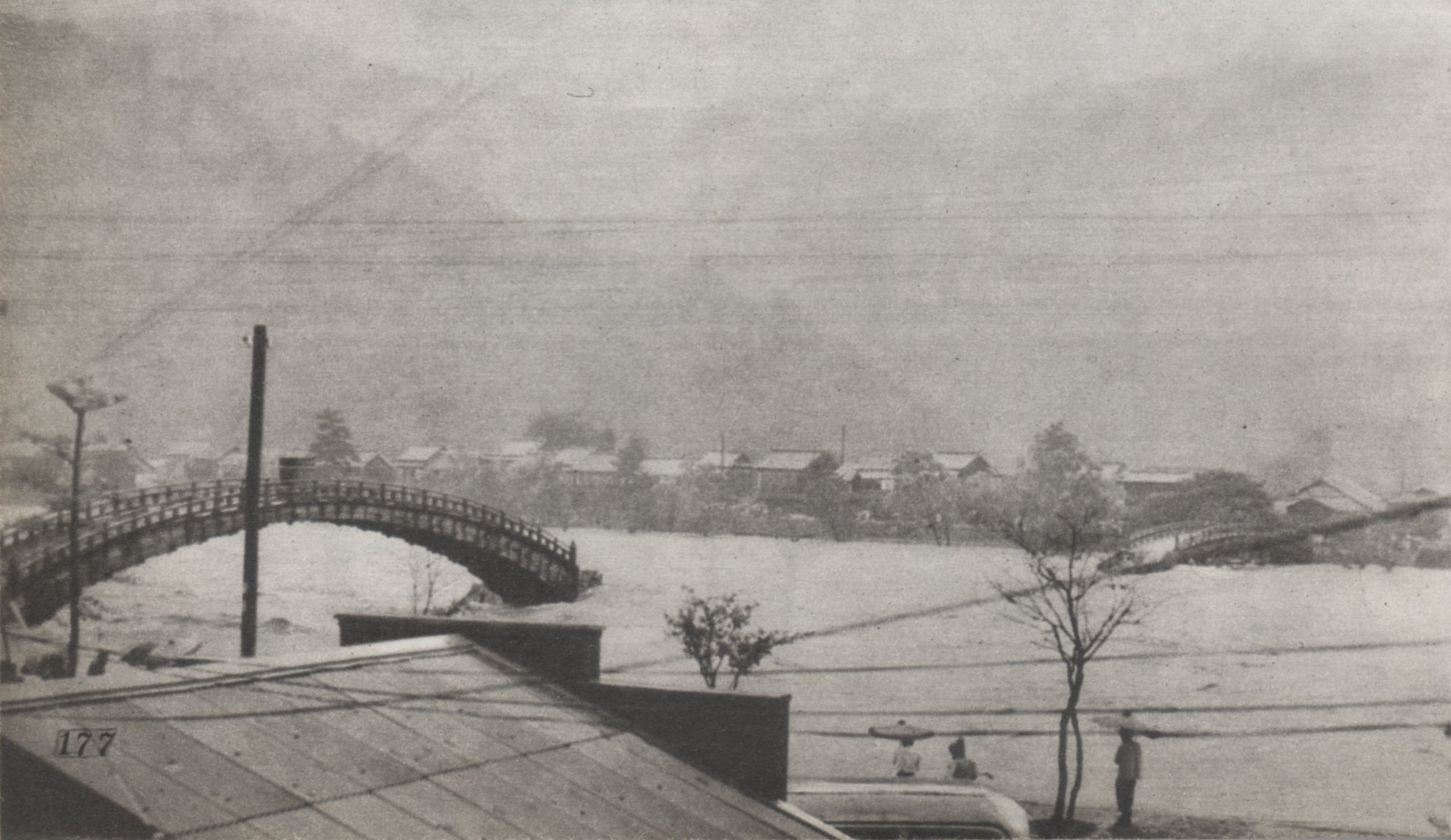
Die Zerstörung der Kintai-Brücke durch den Taifun Kezia im Jahre 1950

In den ersten 195 Jahren war die Nutzung der Brücke nur dem Fürsten und seinen Vasallen erlaubt, die niederen Stände mussten weiterhin die mühselige Überquerung mit Fähren in Kauf nehmen. Erst 1868 wurde die Benutzung allen Stadtbewohnern erlaubt.

## Konstruktion
Die Kintai-Brücke ist eine Bogenbrücke (sorihashi) deren fünf Brückenfelder in der ursprünglichen, nagellosen Bauweise nur mit Holzverbindungen gefügt und aus Holz auf vier Felsfundamenten gebaut wurden.
Die Gesamtlänge der Brücke beträgt 193,33 m, die Breite 5 m. Die Spannweiten der drei mittleren Bögen betragen heute 35,10 m, die der beiden äußeren Bögen sind mit 34,8 m etwas kürzer. Vor der Zerstörung durch den Taifun 1950 variierten die Spannweiten deutlich:
| Bogen a  | Bogenspannweite | Bogenspannweite | Brücken- höhe |
| Bogen a  | heute           | vorher          | Brücken- höhe |
| -------- | --------------- | --------------- | ------------- |
| 1. Bogen | 34,80 m         | 37,10 m         | 08,78 m       |
| 2. Bogen | 35,10 m         | 34,96 m         | 12,46 m       |
| 3. Bogen | 35,10 m         | 35,10 m         | 13,03 m       |
| 4. Bogen | 35,10 m         | 35,61 m         | 12,90 m       |
| 5. Bogen | 34,80 m         | 34,79 m         | 09,42 m       |

Auch die Bauweise der drei inneren Bögen unterscheidet sich von den beiden äußeren: Die drei zentralen Bögen sind in einer freitragenden Bogenkonstruktion verwirklicht, auf Japanisch seri-mochi-shiki genannt.
Die beiden äußeren Bögen hingegen sind gewölbte Fachwerkbrücken, von Holzbalken nach unten abgestützt.

## Tradition der Bauweise und Erneuerung
In der Edo-Periode, zur Zeit der Erbauung, wurden wichtige Technologien und handwerkliches Wissen und Erfahrung vom Vater zum ersten Sohn oder vom Meister zu seinem ersten Lehrling weitergegeben. Als die Fürsten von Iwakuni sich entschlossen, diese Brücke als direkten Zugang von ihrer Residenz zur Stadt errichten zu lassen, dienten alle Handwerksfamilien als Vasallen, um die Arbeit umzusetzen. Die Erfahrung und die Bauweise wurden so innerhalb der beteiligten Familien überliefert und jede Generation konnte im Rhythmus von 50 Jahren der Renovierung der Brücke dieses Fachwissen erneut abrufen und verbessern.
Die frühesten technischen Zeichnungen der Brücke sind von 1699, zwölf Detailansichten sind erhalten. Sie zeigen Art, Abmessungen und Herkunft der für die Brücke verwendeten Hölzer an; Typen und Anzahl der notwendigen Beschläge; Primäre Abmessungen und Gradienten der Balkenträger, die für die drei Bögen im mittleren Teil der Brücke verwendet wurden. Ohne diese Dokumente wäre es unmöglich gewesen, die Brücke nach Schäden wieder zu rekonstruieren. Für die Geschichte der Brückenbautechnik sind sie daher von unschätzbarem Wert.

## Verwendete lokale Holzarten
Bei der Errichtung der Brücke wurde sie mit lokal verfügbarem Holz gebaut. In den jüngsten Wiederaufbauprojekten musste primär auf Holzlieferung aus anderen Präfekturen zurückgegriffen werden. Es gibt hohe Anforderungen an den Holzwerkstoff, der beim Bau der Brücke verwendet wird, da er extremen Klima- und Witterungsverhältnissen standhalten muss. Nur Hölzer mit großem Durchmesser können diese Anforderungen erfüllen. In den örtlichen Bergen und Wäldern der Stadt Iwakuni wurden jedoch keine derart mächtigen Bäume mehr gefunden.
Die Stadt hat deshalb ein spezielles Waldgebiet designiert, um Holz für den Einsatz in zukünftigen Wiederaufbauprojekten nachwachsen zu lassen. Dort wurden zuletzt 2000 Zelkova-Bäume gepflanzt. Da die dort im Wald gepflanzten Bäume noch jung sind – die ältesten sind etwa 80 Jahre alt – können sie zwar jetzt noch nicht verwendet werden, sind aber für zukünftige Renovierungen bestimmt. Um die traditionelle Brückenbautechnologie an künftige Generationen weiterzugeben, wird überlegt, die Brücke schon alle zwanzig Jahre wieder aufzubauen. Im Einklang mit diesem Vorschlag wurde ein zusätzliches Waldgebiet ausgelobt, in dem im März 2008 Sämlinge gepflanzt wurden, um Bauholz für die nächsten 200 Jahre heranzuziehen. Ein solches Holzproduktionssystem ist jedoch nicht neu. Es gibt ein Dokument, das zeigt, dass während der Edo-Periode das Fürstentum Kikkawa Bäume für den Brückenbau pflanzen ließ.
Die Baumpflanzkampagne für die Brücke hat aber auch weitere Ziele:  Klimaschutz, die Bewahrung biologischer Vielfalt und die Entwicklung einer lokalen Kultur, der Erhaltung des historischen Bezuges durch Brückenneubau und Baumpflanzungen auf nachhaltiger Basis.

## Finanzierung des Baus und der Renovierung
Da das Lehen Iwakuni beträchtliche Mittel zum Bau der Brücke benötigte, befahl Kurōdo (蔵人) Kikkawa Hiroyoshi Vasallen und Kaufleuten, sich an den Kosten zu beteiligen. Diese Art Brückensteuer war für Vasallen abhängig von ihrem sozialen Stand, für Kaufleute vom Einkommen ihrer Familienbetriebe. Diese Besteuerung galt bis 1871. In den folgenden 95 Jahren wurde Brückenneubau und Wartung durch Spenden und allgemeine Steuern finanziert. Seit dem 1. April 1966 erhebt die Stadt Iwakuni eine Maut von den Fußgängern, die die Brücke überqueren. Der Wiederaufbau der Brücke während der Heisei-Periode kostete 2,6 Milliarden Yen. Von dem Betrag wurden 2,2 Milliarden Yen durch die Mautgebühren, die restlichen 400 Millionen Yen vom japanischen Staat und der lokalen Präfektur gedeckt.
Eine weitere finanzielle Unterstützung erhofft sich die Stadt Iwakuni durch das Kintai Bridge Art Festival, dessen Auftakt am 25., 26. und 27. November 2016 mit einer Fluss- und Brückenbeleuchtung durch quer im Fluss errichtete Holzfeuer stattfand. Dazu war auf der Brücke traditionelle japanische Musik in Livekonzerten zu hören.

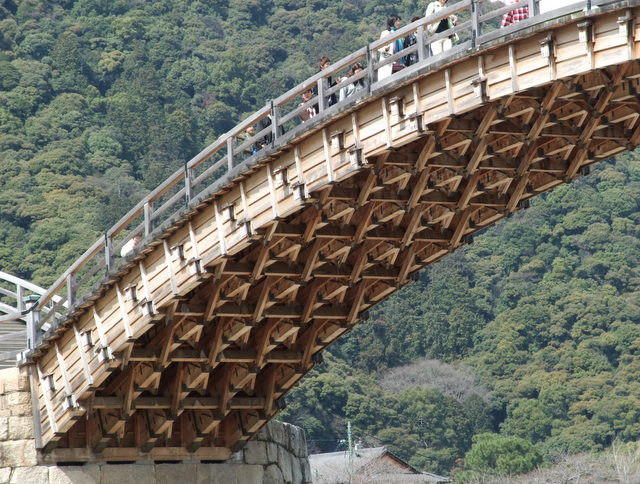
Holzbogen von unten im Detail und Flusspfeiler
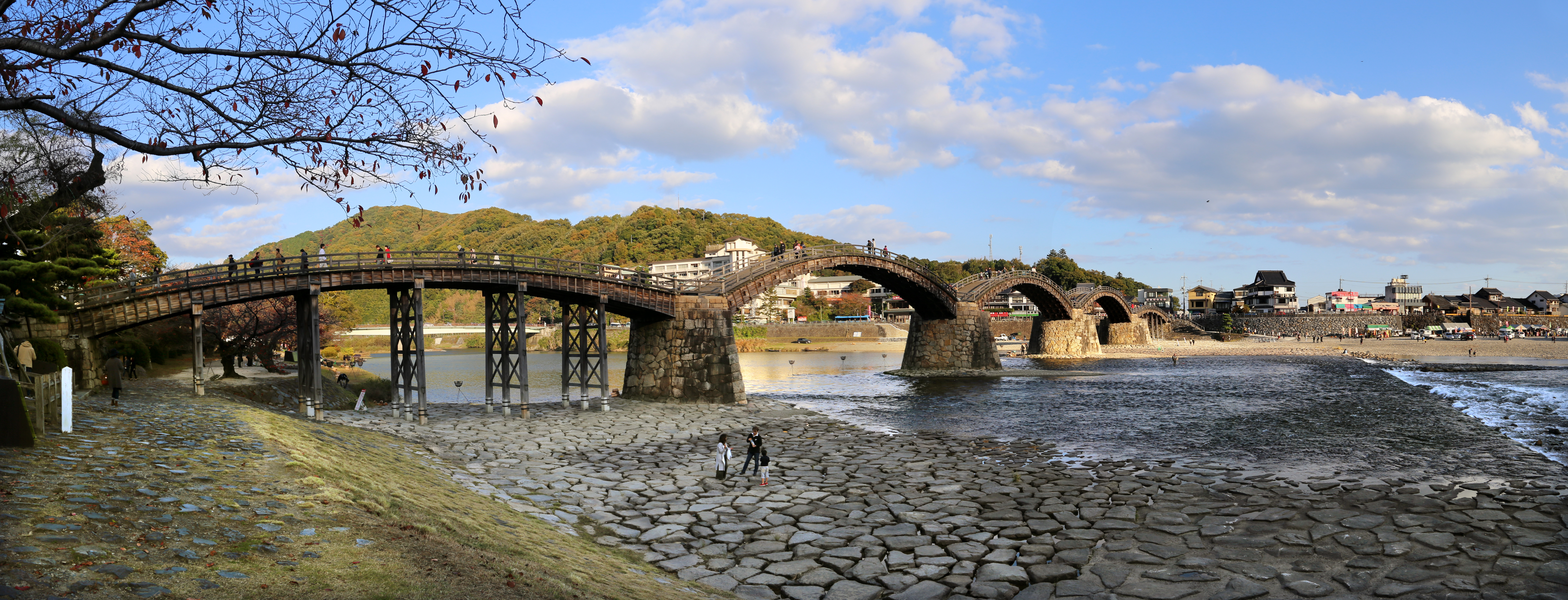
Ansicht
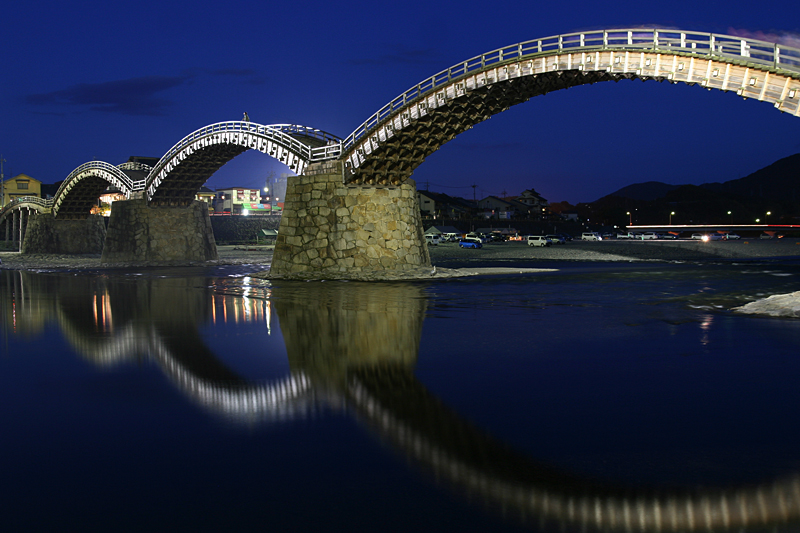
Beleuchtete Brücke bei Nacht
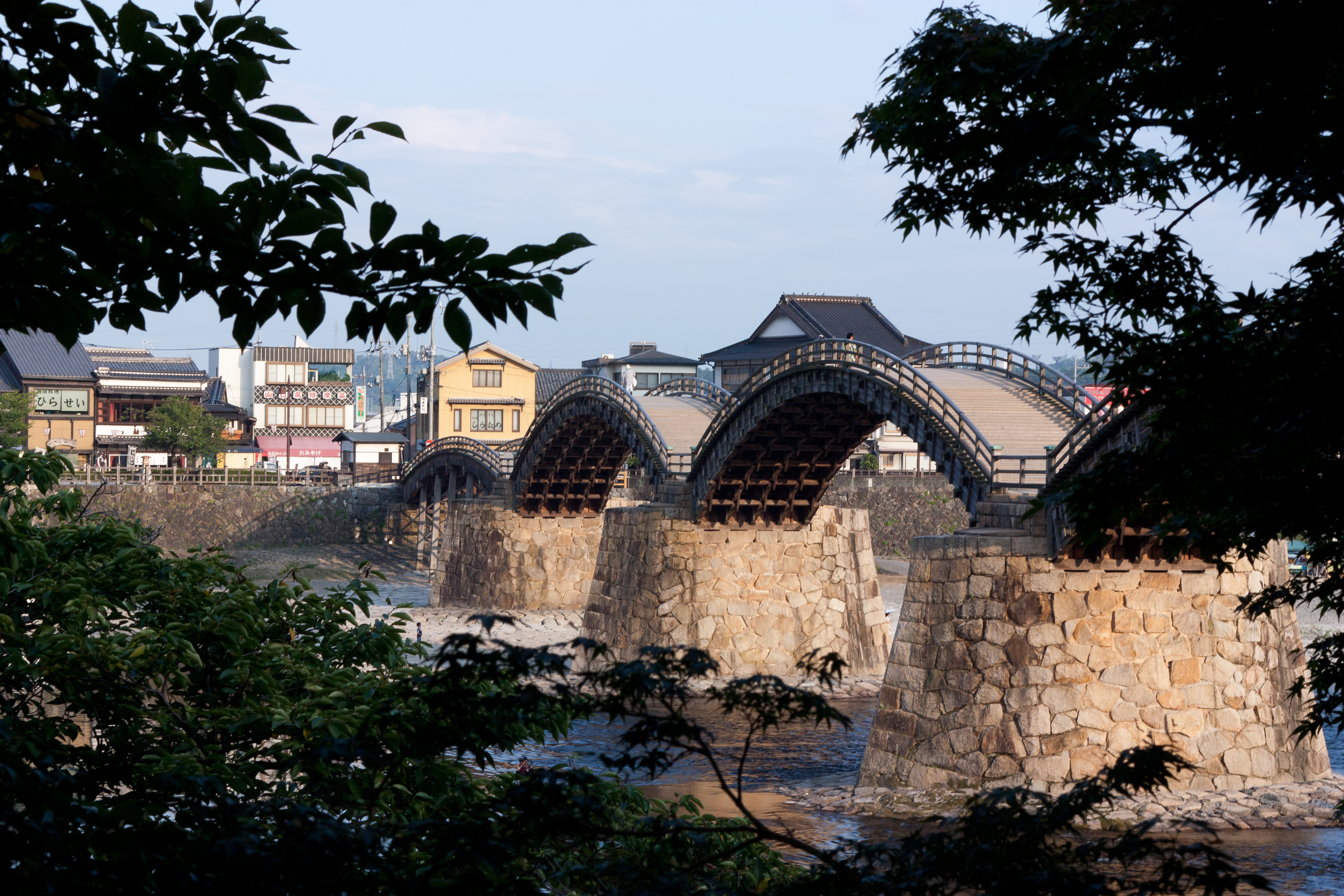
Kintai-Brücke in Richtung Stadt

## Rezeption
- Der Bogen der Kiso-Brücke (1991) wurde nach ihrem Vorbild errichtet.[6]
- Die fünf Bögen der Brücke dienten auch als Vorbild für die Form des geschwungenen Daches des 2019 eröffneten Bahnhofs Seiryū Miharashi.[7]